# Towarzystwo Gniazd Sierocych

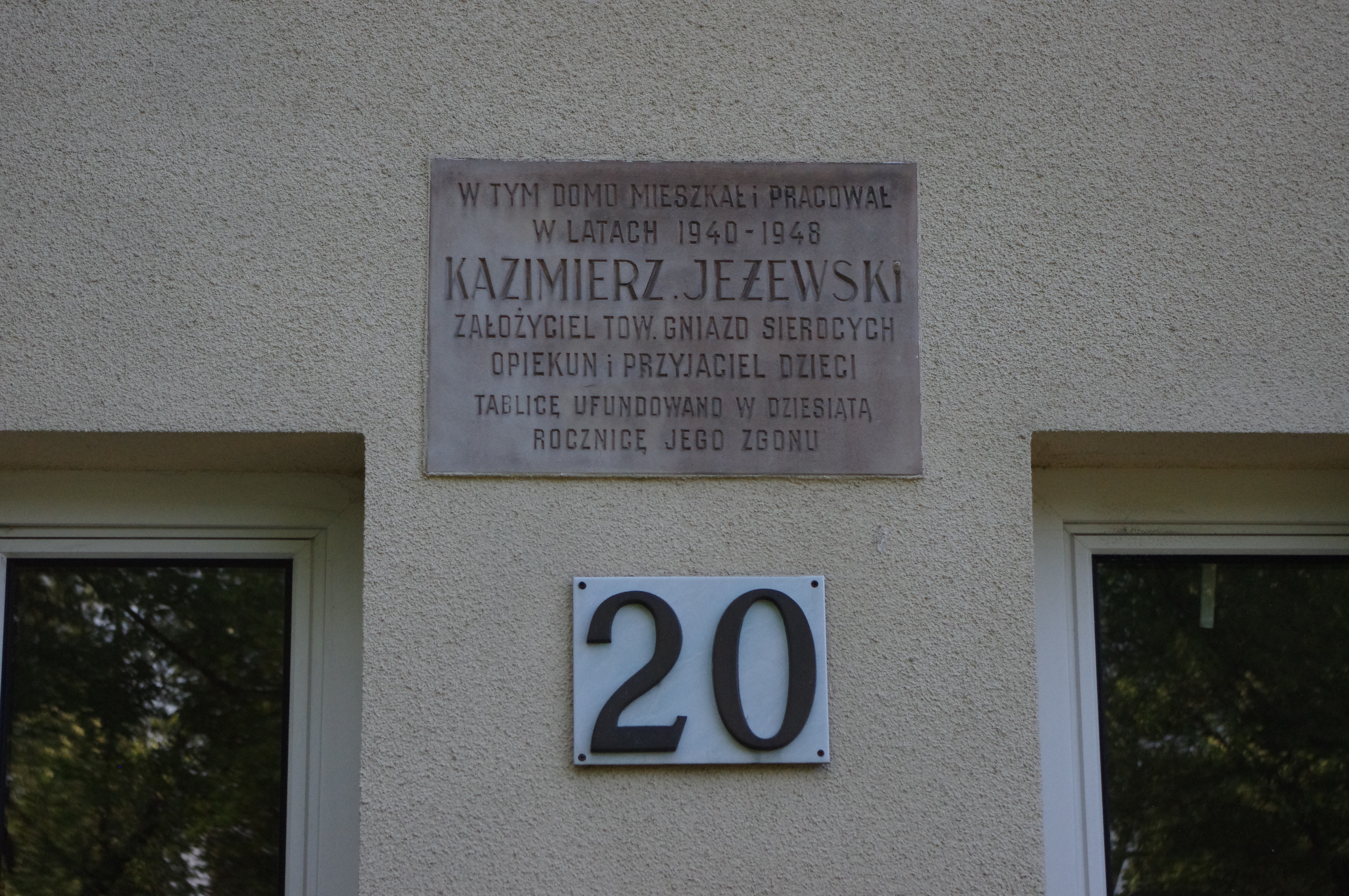
Dom przy ul. Wojska Polskiego 20 w Warszawie, gdzie w latach 1940-1948 mieszkał i pracował Kazimierz Jeżewski

Towarzystwo Gniazd Sierocych – polska organizacja społeczna założona w 1908 przez Kazimierza Jeżewskiego, w celu opieki nad sierotami i działająca początkowo na terenie Galicji, a w 1911 przeniesiona do Warszawy. Była pierwowzorem rodzinnych domów dziecka.

## Historia

### Do 1918
Organizacja tworzyła tzw. gniazda sieroce przeznaczone dla dziesięciorga dzieci w wieku 6-16 lat oraz ich nauczyciela (opiekuna). Gniazda funkcjonowały w gospodarstwach rolnych oraz tworzyły wioski sieroce. Pierwsze gniazdo powołał do życia Jeżewski w Stanisławczyku pod Przemyślem. Opierał się na założeniach sformułowanych przez siebie we Lwowie w 1908, w pracy W sprawie zorganizowania Krajowej Opieki nad dziećmi w Galicji, gdzie napisał, że nikt nie może zalecać w stosunku do dzieci stosowania masowego wychowania. Nauka ostatniej doby w rozwoju myśli pedagogicznej wypowiedziała się stanowczo przeciwko tworzeniu takich zbiorowisk wychowawczych. Dziecko wychowywać powinni rodzice. A dzieci sieroce? Dla tych kraj powinien stworzyć rodzinę sztuczną, dać im własne domowe ognisko, własne gniazdo rodzinne, wolne od moralnej zarazy. Fundatorką gniazda w Stanisławczyku była księżna Karolina Lubomirska. 
16 sierpnia 1911, po przeprowadzce Jeżewskiego do Warszawy i po wstępnych działaniach przygotowawczych, zarejestrowano Towarzystwo Gniazd Sierocych na terenie Królestwa Kongresowego. Prezesem został przemysłowiec i właściciel ziemski, Stanisław Glezmer, a Jeżewski sprawował funkcję dyrektora. W grudniu 1911 Towarzystwo wystosowało odezwę do społeczeństwa o wsparcie reprezentowanych idei i otrzymało je m.in. od Marii Konopnickiej, Władysława Reymonta, Henryka Sienkiewicza i Elizy Orzeszkowej. Do 1914 powstało w Kongresówce siedem gniazd: w Tursku koło Staszowa, Koziarówce (niedaleko Turska), Marianówce (powiat sochaczewski), Puczycach (powiat siedlecki), Leosinie koło Sokołowa Podlaskiego, Radzyniu Podlaskim, a także gniazdo ewangelicko-augsburskie w Baniosze.
Gniazda powstawały na wsiach i miały nie tylko tworzyć środowisko wychowawcze dla dzieci, ale być także ośrodkiem postępu gospodarczego. Praca opiekunów i dzieci miała sprawić, że gniazda z czasem byłyby wystarczalne i faktycznie gniazdo w Stanisławczyku i Leosinie taką samowystarczalność osiągnęły odpowiednio po pięciu i trzech latach działania. W 1916 sformułowano Wewnętrzny regulamin Gniazda (oryginał w zbiorach Archiwum Głównego Akt Dawnych), regulujący ich działanie, w tym obowiązek pracy.
I wojna światowa nie przerwała funkcjonowania gniazd, jednak poważnie je zubożyła, a gniazdo w Stanisławczyku zostało zupełnie zniszczone. W gniazdach schronienie uzyskiwało średnio od trzech do siedemnastu dzieci, brakowało odzieży i żywności.

### Do 1945
W 1918, po odzyskaniu niepodległości przez Polskę, Jeżewski zwrócił się do przywódców ugrupowań sejmowych z apelem o utworzenie tzw. Wiosek Kościuszkowskich, w których miało się stale po wieczne czasy wychowywać 1000 sierot z pierwszeństwem dla sierot po żołnierzach, dla sierot ofiar wojny. W 1919 projekt przyjęto jako fundację państwową, ale ustawę w tej sprawie uchwalono dopiero 23 marca 1929. 
24 maja 1921 wybrano nowe władze TGS: prezesem został gen. Kazimierz Sosnkowski, a wiceprezesem jego świeżo poślubiona małżonka Jadwiga. Już w 1922, nie czekając na ustawę, Jeżewski utworzył taką wioskę w miejscowości Rogóźno-Zamek (województwo pomorskie). Miało w niej powstać dziesięć gniazd, ale z uwagi na wielki kryzys powstały jedynie trzy. Twórca uważał, że wioski winny istnieć w każdym powiecie, jako ognisko gospodarczej i społecznej kultury.
W 1931 w wioskach Jeżewskiego wychowywały się 554 dzieci. W tym samym roku, po stałych obserwacjach efektów pedagogicznych, twórca doszedł do wniosku, że należy zredukować liczbę dzieci w poszczególnych gniazdach do pięciu w gospodarstwie rolnym i do trzech w zabudowie osiedlowej. 
Po wybuchu II wojny światowej Towarzystwo kontynuowało działalność nielegalnie. W Warszawie uruchomiono dwie Bursy Gniazdowe, a poza stolicą działały trzy gniazda – w okolicach Sochaczewa, Miechowa i Tarnobrzega. Po upadku powstania warszawskiego Jeżewski przebywał z dziećmi w okolicy Zakopanego, a potem w Krakowie. Po ustąpieniu Niemców wrócił do Warszawy i podjął kroki w celu reaktywacji Towarzystwa Wiosek Kościuszkowskich.

### Od 1945 do likwidacji
Towarzystwo otrzymało duże majątki ziemskie w województwie poznańskim i gdańskim. Organizowano tam gniazda, szkoły i przedszkola. W bursach organizowano kolonie dla dzieci ze zniszczonej Warszawy. W 1946 Jeżewski wydał broszurę Wioski i Ogniska Kościuszkowskie. W 1947 Towarzystwa Gniazd Sierocych i Wiosek Kościuszkowskich miały pod opieką około 350 dzieci, ale już w 1948 władze komunistyczne zaczęły zmierzać do likwidacji Towarzystwa, do czego doszło w 1949 (Jeżewski w międzyczasie zmarł 15 marca 1948). Domy należące do Towarzystwa przejęło Kuratorium szkolne, a internat dla dziewcząt w Krakowie – Towarzystwo Burs i Stypendiów. Idea opieki rodzinnej została wygaszona – u komunistów zwyciężyła na długie lata idea centralizacji zadań opiekuńczych realizowana w państwowych domach dziecka. Tzw. gnieździacy spotykali się jeszcze później, a w 1957 podjęli działania o reaktywację Towarzystwa. Ostatecznie od 1958 tworzono rodzinne domy dziecka (początkowo jako eksperyment pedagogiczny).